# Porto de Sesimbra

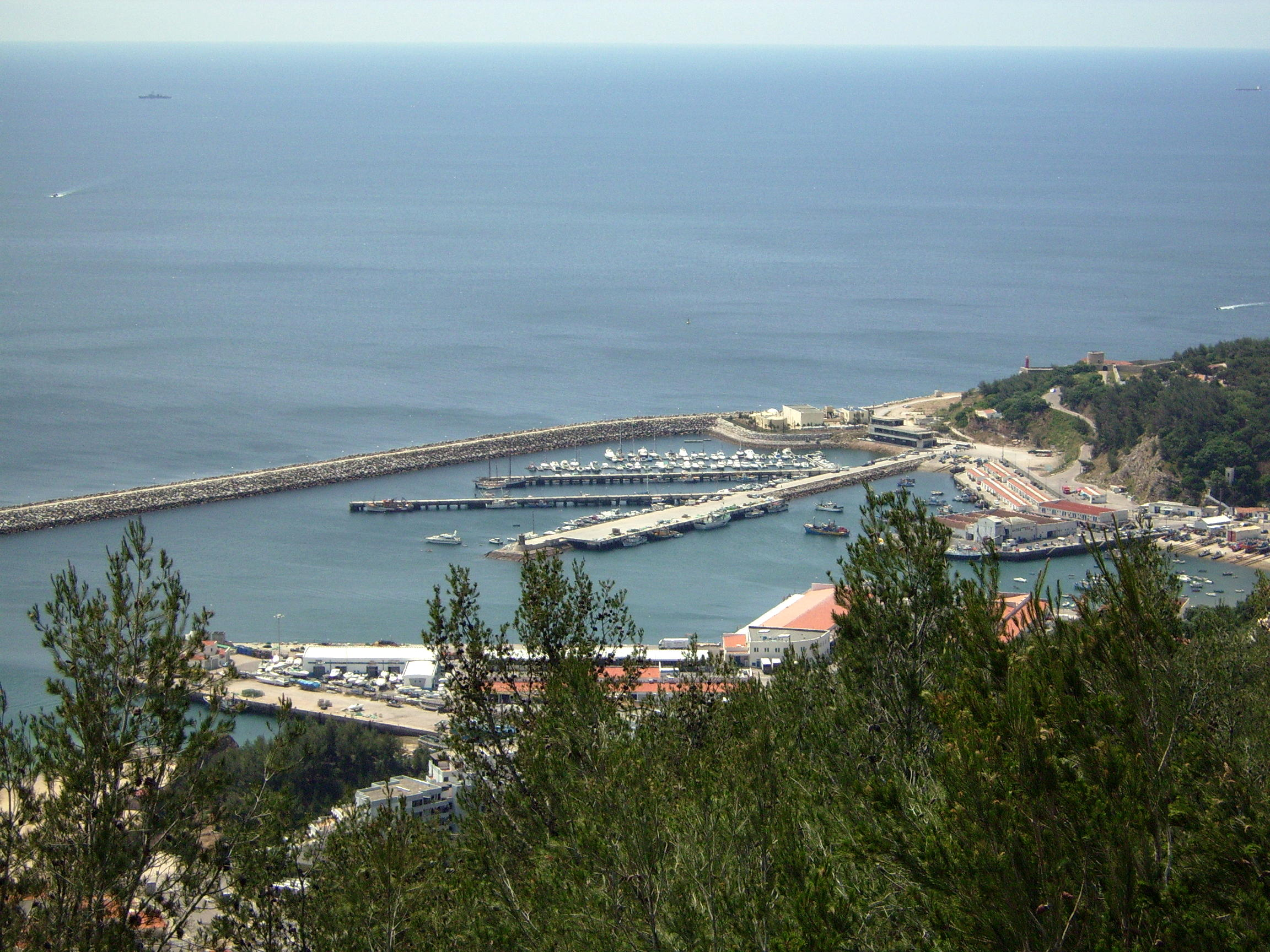
Porto de Sesimbra

O Porto de Sesimbra está localizado a 32 km a Oeste de Setúbal, a 32 km a Sul de Lisboa e a 147 km a Norte de Sines, tendo como coordenadas de Longitude de 38º 26'2 N e de Latitude 9º 06'7 W (Localização, 2008).
A gerência deste porto pertence à Administração dos portos de Setúbal e Sesimbra (APSS), que gere a sua exploração económica, bem como a sua conservação e desenvolvimento.
É um dos portos mais importantes para a pesca, tanto no volume de pescado como no valor deste, sendo um dos seus principais clientes a área metropolitana de Lisboa. Este porto apresenta boas condições de acessibilidade, abrigo, profundidade, e pouca necessidade de dragagens (Porto de pesca, 2008).
O porto de Sesimbra conta ainda com uma boia que oferece condições à prática de desportos náuticos, como mergulho, pesca desportiva, vela, remo, motonáuticas e outros (Porto de recreio, 2008).